# Bahau River Kenyah (jezik)
Bahau River Kenyah jezik (ISO 639-3: bwv; bahau river kenya, mainstream kenyah), nekada priznati jezik koji je izgubio status a njegov element povučen je iz upotrebe 2008. godine. Razlog povlačenja identifikatora je da je jezik nepostojeći.
Prema podacima (1981 Wurm and Hattori), govorilo ga je 1 500 ljudi oko Longkemuata a rijeci Iwan, Kalimantan, Indonezija. Kao dijalekti navodili su se long atau, long bena i long puyungan.

## Vanjske poveznice
- Ethnologue (14th)
- Ethnologue (15th)
- Ethnologue (16th)